# Sông Rào Tre
Sông Rào Tre (tên khác: Suối Lộn Lên) là một con sông đổ ra Sông Ngàn Sâu. Sông có chiều dài 34 km và diện tích lưu vực là 79 km². Sông Rào Tre chảy qua các tỉnh Hà Tĩnh, Quảng Bình .